# Diaspora tibétaine
La diaspora tibétaine est l'ensemble des communautés de Tibétains ayant quitté le Tibet, ainsi que leurs descendants. La diaspora tibétaine trouve principalement son origine dans l'exode tibétain de 1959 qui a suivi l'échec du soulèvement tibétain de 1959, lui-même consécutif à l'intervention militaire chinoise au Tibet de 1950-1951 et l'incorporation du Tibet à la république populaire de Chine.
Cette diaspora comptait 128 000 membres recensés en 2009, la majorité vivant en Inde et au Népal. Selon le Bureau du Tibet, les limites du recensement ont conduit à sous-estimer le nombre des réfugiés. Edward J. Mills et coll. en 2005, puis le dalaï-lama en 2009, ont donné une estimation d'au moins 150 000 réfugiés tibétains en exil,.
L'organisation politique du gouvernement tibétain en exil a évolué en 50 ans d'un système théocratique à un système démocratique : fin mars 2011, le 14e dalaï-lama, qui évoquait depuis environ 10 ans son retrait politique, transmettait ses responsabilités officielles à un nouveau premier ministre aux pouvoirs élargis, réforme qui, pour le bouddhisme tibétain, correspond à une séparation de l'Église et de l'État.
Pour l'élection du premier ministre tibétain le 20 mars 2011, le nombre d'électeurs habilités à voter se montait à 83 399 selon Jamphel Choesang, chef de la commission électorale tibétaine. Selon Samdhong Rinpoché, le nombre d'électeurs inscrits est bien inférieur au nombre de personnes possédant le livre vert, document que possèdent plus de 90 % des réfugiés tibétains.
Selon la république populaire de Chine, plus de 10 000 Tibétains sont retournés en Chine dans les années 1960 et 1970, et 2 000 à partir de 1979.[Information douteuse]

## Historique

### Premiers exilés
En 1954, selon Laurent Deshayes et Frédéric Lenoir, la collectivisation des terres qui commence au Kham entraîne le soulèvement des monastères et des populations tibétaines. La résistance armée s'amplifie en 1955 avec la mise en place d'une politique anti-religieuse. La pression de l'APL conduit de nombreux tibétains à l'exil.

### Exode tibétain de 1959

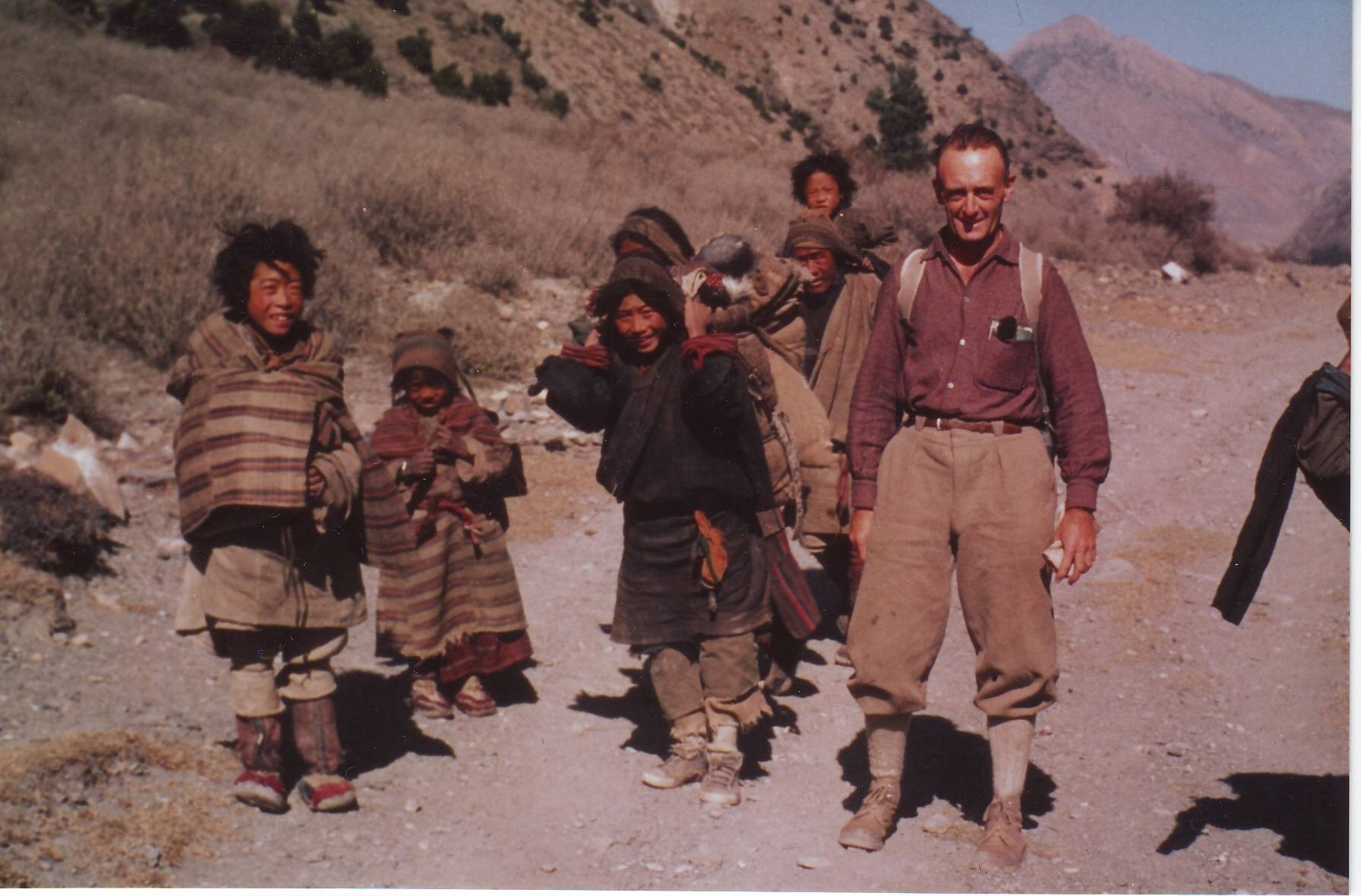
René de Milleville en 1966 dans la vallée de la Kali Gandaki, 2700 m, près de Jomoson, avec de jeunes réfugiés tibétains

Le 31 mars 1959, le 14e dalaï-lama, Tenzin Gyatso, fuit le Tibet vers l’Inde à travers les chaînes de montagnes Himalayennes dans le but d’atteindre l’Inde pour s’y réfugier. Plusieurs Tibétains suivirent le chemin de leur figure religieuse, mais grand nombre d’entre eux avaient déjà quitté les frontières de leur pays à cause de l’oppression et des persécutions chinoises qui devenaient de plus en plus importantes. La route est périlleuse et plusieurs exilés meurent de froid, de faim ou de fatigue avant d’avoir atteint les principaux camps de transit destinés aux réfugiés tibétains, soit les camps Missamari et Buxa Duar. Les conditions de vie des Tibétains ne s’améliorent pas dans les camps de transit. La surpopulation, la chaleur ainsi que les épidémies font ravages et engendrent un taux de mortalité élevé au cours de la première année d’exil. Le Tibet n’étant toujours pas reconnu comme un État indépendant l’année suivante et la concentration de nombre de réfugiés grandissant en Inde font que l’ancien Premier ministre indien, Jawaharlal Nehru, accorde aux Tibétains la ville de Dharamsala située dans l’Himachal Padresh comme siège du gouvernement tibétain en exil.
Fin mai 1959, le chiffre des réfugiés tibétains en Inde atteignait 7 000. Selon Thomas Laird, les tentatives d'évasion étaient périlleuses à cause des assauts de l’armée populaire de libération. Dans certains cas, moins de 10 % arrivaient en vie sur un groupe parti du Tibet oriental pour un voyage qui dura 4 mois. Malgré ces difficultés, 80 000 Tibétains ont survécu à leur voyage trans-himalayen pour l’Inde les années suivant le soulèvement tibétain de 1959.
Selon le tibétologue Alex McKay, les Tibétains partis en exil en Inde et au-delà, venaient de tout le Tibet et de toutes les couches de la société mais comportaient un pourcentage disproportionné des classes supérieures, noble comme monastique. Toutefois, selon l'anthropologue Timm Lau, parmi les dizaines de milliers de réfugiés arrivés en Inde en 1959, pour la plupart agriculteurs et pasteurs, une partie connut initialement une discrimination par absence d'opportunité économiques, différences sociales et culturelles, si bien que les premiers trouvèrent un emploi dans la construction de routes dans les États du nord du pays. Il y eut jusqu’à 21 000 Tibétains employés par le gouvernement indien dans un peu moins d’une centaine de sites. Bien qu’ils fussent considérés par les Indiens comme aptes physiquement à travailler à haute altitude et en terrain montagneux, nombre d’entre eux périrent, victimes de maladies ou d’éboulements.

### Années 1980
Le sinologue Philippe Paquet indique que l'ouverture des frontières en 1980 a permis aux Tibétains de se rendre en Inde soit pour visiter leurs familles, soit pour découvrir les lieux saints du bouddhisme. Certains sont restés sur place. Après la mise à l'écart de Hu Yaobang, la « détérioration de la situation au Tibet » a eu pour conséquence de « gonfler l'exode ».

### Années 2000
En 2008, on estimait que, chaque année, environ 2 500 réfugiés traversaient l’Himalaya au Népal, cherchant asile dans ce pays ou en Inde. En 1998, un tiers des réfugiés étaient des enfants non accompagnés par leurs parents pour 90 % d’entre eux. En outre, de nombreux rapports font état de réfugiés qui périssent au cours de leur voyage périlleux en Himalaya. En septembre 2006, lors de la fusillade du col de Nangpa La, deux Tibétains sont tués alors qu'ils fuyaient, avec d'autres compatriotes, vers le Népal.
Après les troubles au Tibet de 2008 à Lhassa, la frontière tibéto-népalaise devint plus étroitement surveillée, et moins de mille Tibétains arrivent à rejoindre Dharamsala chaque année. Les Tibétains arrêtés à la frontière sont envoyés en prison à Lhassa.

### Années 2010
En 2015 les réfugiés arrivant du Tibet, qui se chiffraient autrefois par milliers, ne sont plus qu'un mince filet : à peine 87 Tibétains ont été enregistrés à Dharamsala cette même année alors qu'avant 2008 le chiffre se montait à 2 500 par an.
Nombre d'exilés sont rentrés au Tibet, où les revenus urbains et ruraux ont augmenté. La vie des Tibétains ordinaires à Dharamsala reste un combat. Ne pouvant pas devenir propriétaires, un nombre croissant espère émigrer en Occident.
Près de 1 000 Tibétains apatrides doivent se réinstaller au Canada avant le printemps 2016, grâce à une politique publique temporaire mise en place en mars 2011, à la condition que les réinstallations soient parrainées en privé.
Ce n'est que depuis février 2014 que les Tibétains nés en Inde sont autorisés par le gouvernement indien à demander la nationalité indienne,. En septembre 2016, la haute cour de justice de La Nouvelle Delhi a statué que les Tibétains nés en Inde entre 1950 et 1987 étaient en droit de demander l'octroi d'un passeport indien. Cette mesure leur permettra de ne plus être confinés à un seul pays.
Cependant, le gouvernement tibétain en exil a mis un certain nombre de conditions à l'obtention d'un passeport : le certificat d'enregistrement et le certificat d'identité du requérant seront annulés ; le demandeur devra quitter la communauté tibétaine où il est installé ; il devra renoncer aux avantages et allocations accordés par le gouvernement tibétain en exil.

## Chiffres de la diaspora
Selon les auteurs du livre Le Statut du Tibet de Chine dans l'histoire (1997), plusieurs dizaines de milliers de Tibétains vivent dans quelque 30 pays répartis en Amérique du Nord, en Europe, en Océanie et dans d'autres régions d'Asie.
Edward J. Mills en 2005 puis le dalaï-lama en 2009 estimaient à au moins 150 000 le nombre réfugiés tibétains en exil,.
D'après une enquête du gouvernement tibétain en exil datant de 2009, il y avait 127 935 Tibétains recensés dans la diaspora, dont 94 203 en Inde, 13 514 au Népal, 1 298 au Bhoutan et 18 920 dans le reste du monde.
Selon Ramesh Chandra Dhussa, en 2009, plus de 200 000 Tibétains étaient dispersés à travers l'Europe, l'Asie et l'Amérique du Nord.
En 2012, le sinologue Philippe Paquet donne un chiffre global de 130 000 exilés tibétains dont 100 000 en Inde.

## Les communautés tibétaines en exil

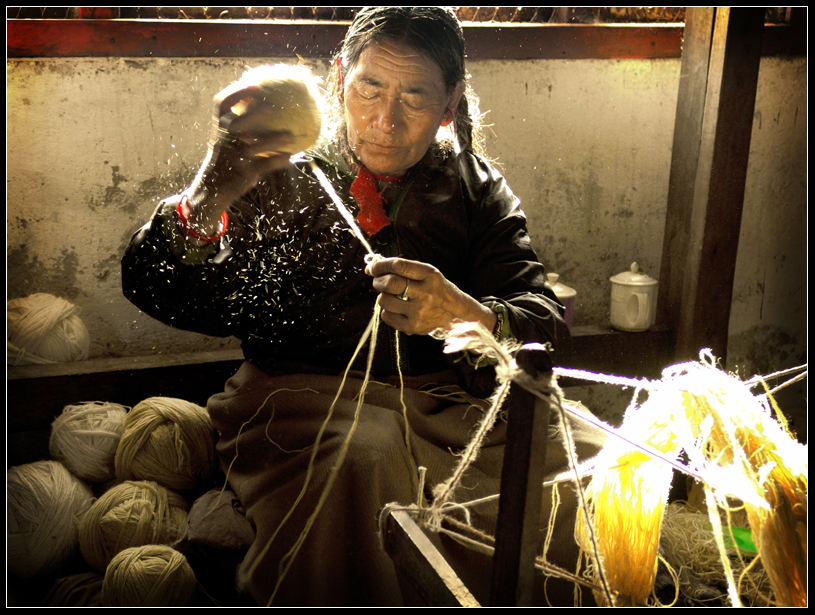
Fabrication traditionnelle de tapis tibétain à Ravangla, Sikkim.

De nos jours, il y existe 52 camps de réfugiés tibétains : 35 en Inde, 10 au Népal et 7 au Bhoutan.

### Inde
En 2012, on estime qu'il y a 100 000 exilés tibétains en Inde.
Les principaux peuplements tibétains en Inde se rencontrent dans plusieurs États :
- dans l’Himachal Pradesh, à Bir (Himachal Pradesh), Sataun, Shimla, Dalhousie, Pandoh, Solan, Sirmaur, Kangra, McLeod Ganj et Dharamsala ;
- dans l’Uttarakhand, à Clement Town (en), Manduwala, et Sahastradhara Dehradun ;
- dans l’Arunachal Pradesh, à Miao (Changlang) (en), Tezu, et Bomdila ;
- au Sikkim, à Ravangla ;
- au Bengale-Occidental, le Tibetan Refugee Self Help Center à Darjeeling ;
- dans le Maharashtra, à Bhandara ;
- dans l’Odisha, à Chandragiri ;
- dans le Karnataka, à Bylakuppe, Gurupura (en) et Kollegal (en)[29].

Chaque communauté a pour chef un responsable nommé par le gouvernement tibétain en exil ainsi qu'un représentant élu par les habitants.
Selon Audrey Prost (2008), la communauté tibétaine en Inde est composée de groupes sociaux divers englobant les réfugiés de la première génération (old-timers, les anciens), les Tibétains de la deuxième et de la troisième génération (c'est-à-dire nés en Inde) et les derniers arrivés (newcomers, les nouveaux venus). Les réfugiés de la première génération (c'est-à-dire nés au Tibet) représentent seulement 35 % de la population émigrée.
Après le conflit avec la Chine en 1962, la Special Frontier Force composée de militaires tibétains est créée. Des soldats tibétains sont présents à la frontière entre l’Inde et le Tibet. En septembre 2020, l’un d’entre eux, Nyima Tenzin, est accidentellement tué pendant une patrouille,.

### Népal
Selon le site Tibetan refugees in Nepal, il y a plus de 20 000 réfugiés tibétains, répartis entre 12 villages, dans le pays. Cependant, d'après une enquête du gouvernement tibétain en exil datant de 2009, il y a 13 514 Tibétains recensés au Népal.
Le premier afflux se produit en 1959, à la suite du soulèvement de Lhassa. Les réfugiés s'installent dans des camps frontaliers temporaires (Chialsa, dans les monts Solu Khumbu à l'est de Katmandou ; Tashi Palkhiel, à la périphérie de Pokhara ; Dhorpatan, dans la partie occidentale du pays ; Jawalakhel, à la limite méridionale de Katmandou).
En 1961, le Comité international de la croix rouge met sur pieds un programme d'aide tandis que le gouvernement tibétain en exil établit un bureau à Katmandou.
En 1966, un accord passé entre le Népal et la région autonome du Tibet permet aux frontaliers et pèlerins tibétains de franchir la frontière tibéto-népalaise sans passeport ni visa, accord qui est renouvelé en 1976 pour dix ans.
En 1986, un nouveau traité passé avec la Chine restreint les facilités de passage pour les Tibétains.
En 1989, le gouvernement népalais, accédant à la demande de la Chine, refuse désormais d'accueillir et de reconnaître de nouveaux réfugiés.
À partir de 1990, les réfugiés appréhendés à l'intérieur du pays sont remis aux autorités de l'immigration et attendent au centre d'accueil des réfugiés tibétains à Katmandou de recevoir l'autorisation de gagner une des communautés de l'Inde.
En 2005, le gouvernement népalais ferme le bureau du gouvernement tibétain en exil à Katmandou.

### Bhoutan
À la suite des tensions au Tibet après 1955, le 16e Karmapa, accédant au souhait d'Ashi Wangmo, fille du roi du Bhoutan Ugyen Wangchuk, demanda à Kalou Rinpoché de se rendre au Bhoutan pour préparer l'exil dans ce pays et en Inde. En 1957, Kalou Rinpoché se rend au Bhoutan en qualité d'abbé d'un monastère de Kourteu et de chapelain de la famille royale.
Le roi du Bhoutan Jigme Dorji Wangchuck accueillit les réfugiés tibétains, et avec l'aide du gouvernement indien, il fournit le nécessaire pour fonder des communautés agricoles.
Peu de Tibétains décidèrent de s'installer au Bhoutan les 2 années suivant 1959, ce pays servant surtout de voie de cheminement vers l'Inde. Cependant, en 1961, à la suite de tensions entre la Chine et l'Inde, cette dernière ferma sa frontière nord avec le Bhoutan, amenant celui-ci à organiser l'année suivante une réunion avec le gouvernement indien et le gouvernement tibétain en exil pour régler le sort des Tibétains coincés dans le pays. Le gouvernement du Bhoutan fut d'accord pour accueillir 4 000 Tibétains.
Ayant appris que le gouvernement bhoutanais autorisait le transit et l'installation de réfugiés tibétains, la famille de Thubten Ngodup s'enfuit du Tibet pour le Bhoutan en 1966, passant par le col de Témola. À proximité de la frontière, ils furent confrontés à 4 soldats bhoutanais simulant une expulsion vers le Tibet pour vérifier qu'ils n'étaient pas des espions déguisés en réfugiés. Un accord avait été passé entre Jigme Dorji Wangchuck et le dalaï-lama autorisant les Tibétains à transiter vers l'Inde. À Paro, ils rejoignent le camp de réfugiés de Jishing Khang dirigé par Kungo Lhading. Le quota de réfugiés au Bhoutan étant atteint, ils doivent rejoindre l'Inde. Ils sont amenés en camion dans le camp de Phuntsog Ling dirigé par Kungo Loten situé près de la frontière indo-bhoutanaise
Selon Stephanie Roemer à partir de 1973, des tensions se firent jour entre le gouvernement bhoutanais et les colons tibétains en raison de l'affirmation accrue de leur identité nationale par les Bhoutanais, des privilèges accordés aux seuls colons tibétains, des circonstances mystérieuses de l'assassinat du roi du Bhoutan et de l'inaptitude des Tibétains à s'assimiler. Pourtant, selon d'autres sources, le roi est mort le 21 juillet 1972 à Nairobi au Kenya d'une crise cardiaque, alors qu'il se rendait en Suisse pour y recevoir un traitement médical.
En 1974, 28 Tibétains, dont Lhading, le représentant du dalaï-lama à Thimphou, furent arrêtés et accusés d'avoir conspiré pour assassiner le roi Jigme Singye Wangchuck. Les Bhoutanais refusèrent de répondre aux demandes de preuves de la part de Dharamsala, et le procès des détenus se déroula à huis clos. Le dalaï-lama affirme qu'ils furent torturés et emprisonnés sans procès et qu'aucune enquête sérieuse n'a jamais pu éclaircir la situation. Pour lui, ils servirent de boucs émissaires dans une affaire interne au gouvernement bhoutanais. À la suite de cet épisode, nombre de Tibétains décidèrent de quitter le Bhoutan. Le Druk National Congress confirme que les détenus furent torturés par le gouvernement, et précise que Kungno Lhading est mort en détention. Yangki, la concubine d'origine tibétaine du précédent roi aurait tenté d'installer sur le trône l'un de ses deux fils illégitimes. Elle aurait conspiré pour assassiner le roi avant son couronnement. Parmi la trentaine de personnes arrêtées figuraient des hauts fonctionnaires du gouvernement et de la police. Jigme Singye Wangchuck accusa Yangki qui s'enfuit en Inde avec son fils, ainsi que le frère du dalaï-lama Gyalo Dhondup, qui réfuta les accusations avec véhémence.
En 1979, le gouvernement du Bhoutan annonça que tout Tibétain présent dans le pays et qui ne prendrait pas la nationalité bhoutanaise serait renvoyé au Tibet ». 3 000 Tibétains décidèrent de quitter le Bhoutan, pour les 1 000 restants, il a été suggéré que nombre d'entre eux étaient déjà installés dans le pays avant 1959. L'Inde accepta d'en accueillir la moitié, et en avril 1981, 540 arrivèrent à Doeguling (un camp situé à Mundgod).
À la suite de la mort de Dilgo Khyentse Rinpoché, chef de l'école Nyingma et maître spirituel de la famille royale du Bhoutan, des représentants du gouvernement tibétain en exil et Thubten Ngodup furent invités officiellement à la cérémonie de crémation en novembre 1992. Au nombre des représentants : Samdhong Rinpoché, alors président du Parlement tibétain, Kalsang Yeshi, alors ministre des Affaires culturelles et religieuses, et Karma Gelek, secrétaire du ministère.

### Canada
En 2006, la population tibétaine au Canada était estimée à 4 275 et continuait de croître. En 2016, la population tibétaine au Canada était de 8 040. En 1992, elle était de 600.

### États-Unis
En 2008, le Bureau du Tibet de New York estimait la population tibétaine aux États-Unis à environ 9 000. En 1991, le nombre de Tibétains ne dépassait pas 100.

### Suisse
En 2018, la communauté tibétaine en Suisse, qui a commencé à se constituer à partir de 1960, compte 8 000 membres et constitue la communauté plus importante en Europe.

### France
En 2010, la communauté tibétaine en France comprend environ 700 individus. En 2017, elle comprend environ 2 400 personnes,.

### Belgique
En 2005, il y avait 700 Tibétains en Belgique .

### Angleterre
En 2005, il y avait 600 Tibétains à Londres.

## Organisation politique des Tibétains en exil
Le gouvernement tibétain en exil fut proclamé le 29 avril 1959. Initialement basé à Mussoorie, dans l'Uttarakhand au nord de l'Inde, il fut transféré à Dharamsala en 1960 grâce à l'accord du gouvernement indien. Après sa fuite du Tibet en 1959, le 14e dalaï-lama, qui fut suivi de la plupart des membres de son gouvernement, décida de reconstituer un gouvernement en exil dont la mission serait à la fois de prendre en charge les réfugiés tibétains et de « restaurer la liberté » au Tibet. Le 14e dalaï-lama est depuis 1959 le détenteur du pouvoir exécutif de ce gouvernement en exil. Cependant, il affirme avoir instauré progressivement un régime démocratique. Ainsi, les autorités tibétaines en exil créèrent le 2 septembre 1960 le Parlement tibétain en exil. Le 10 mars 1963, la Constitution, fondée sur la Déclaration universelle des droits de l'homme, fut promulguée et appliquée au sein du gouvernement tibétain en exil.[réf. nécessaire]

### De la théocratie à la démocratie
Selon Roger Garin-Michaud, peu après son exil en 1959, le 14e dalaï-lama s'est efforcé tout particulièrement d'établir une société démocratique, non seulement pour assurer les droits démocratiques des Tibétains, mais aussi pour amener les Tibétains à conduire leurs affaires eux-mêmes et à évoluer de conserve avec la communauté internationale.
Le 2 septembre 1960, un Parlement de 13 membres est institué. En 1961, un projet de « Constitution pour un Tibet Démocratique » est adopté. En 1963, cette constitution est complétée.
Les institutions tibétaines en exil franchissent une étape de plus vers la démocratie 1990 alors que l'Assemblée passe de 12 à 46 membres, la 11e assemblée devenant un véritable corps parlementaire. En mai 1990, les 46 membres élus élisent le Kashag composé de 8 ministres, qui deviennent responsables devant l'Assemblée. La Commission suprême de justice tibétaine a été fondée en 1992 en tant qu'ordre judiciaire indépendant dans le gouvernement tibétain en exil. Lobsang Dargyal en fut le premier commissaire en chef.
Le 14 juin 1991, l'Assemblée devint l’autorité législative des Tibétains en exil, incluant dans son mandat l’élection du Cabinet des ministres. Cette même année, l’Assemblée publia la Charte des Tibétains en exil explicitant leurs droits et leurs devoirs.
Après 1990, les premiers ministres furent élus par le Parlement tibétain en exil,.
Depuis 2001, le Kalon Tripa, est élu au suffrage universel par les Tibétains en exil. Son mandat est de cinq ans, renouvelable une seule fois. Pour l'élection du Premier ministre tibétain le 20 mars 2011, le nombre d'électeurs inscrits se montait à 83 399 selon Jamphel Choesang, chef de la commission électorale tibétaine et le nombre de votants à 49 184. À l'élection du 27 avril 2016, le nombre d'électeurs inscrits était de 90 377.
En avril 2001, à la demande du dalaï-lama, la Charte fut amendée de façon à permettre l'élection du Premier ministre tibétain par les Tibétains en exil.
En mars 2011, le dalaï-lama a demandé au Parlement tibétain en exil un amendement constitutionnel permettant d'acter sa retraite politique.

### L'article 19 sur le pouvoir exécutif
Le caractère démocratique de la Charte des Tibétains en exil de 1991 a toutefois été contesté en 2008 par Jean-Luc Mélenchon : les lois votées par l'Assemblée tibétaine en exil requièrent l'approbation du dalaï-lama pour devenir des lois effectives (article 36); le pouvoir exécutif est dévolu au dalaï-lama et doit être exercé par lui (article 19).
De même, en août 2008, Dominique Bari, journaliste spécialiste de la Chine à L'Humanité, a repris les arguments de Jean-Luc Mélenchon : la charte des Tibétains en exil lie sphère religieuse et sphère politique, se terminant par une résolution spéciale, approuvée en 1991, qui proclame l'obligation politico-religieuse de « la foi » et de « l'allégeance » à l'égard du dalaï-lama, appelé à « rester avec nous à jamais comme notre chef suprême spirituel et temporel »,.
La résolution spéciale de 1991 a été rédigée par l'Assemblée tibétaine en exil, elle exprime la demande faite au dalaï-lama de demeurer son chef politique tant que les Tibétains seront en exil, c'est-à-dire jusqu'à la « libération du Tibet », une demande qu'il a acceptée.
Le 25 mars 2011, le dalaï-lama, qui évoquait depuis environ 10 ans son retrait politique, a convaincu les membres du Parlement, transmettant ses responsabilités officielles à un nouveau Premier ministre aux pouvoirs élargis, une réforme qui, pour le bouddhisme tibétain, correspond à une séparation de l'Église et de l'État. Des amendements à la Charte seront examinés par les députés tibétains.

### Situation vis-à-vis des lois et du gouvernement du pays d'accueil
Pour Jane Ardley, quelle que soit la quantité de démocratisation accordée, cela ne changera rien au fait que les Tibétains, en tant que réfugiés, sont en dernier ressort tributaires des lois et du gouvernement de leur pays d'accueil.

## Statut
Bien que, du côté de la région autonome du Tibet, la frontière soit fermée depuis 1960, les Tibétains ont fui continuellement. En général, ils transitent par le Népal, où ils sont accueillis dans un centre de réception à Katmandou. La première vague de réfugiés fut accueillie dans des camps de transit de Missamari dans l'Assam et de Buxa Duar dans le Bengale-Occidental, sous la supervision du Comité central de secours créé au début de l'exode tibétain. Ce comité ne fut pas reconnu officiellement, et les organismes internationaux, dont le Haut Commissariat des Nations unies pour les réfugiés (HCR), ne furent pas impliqués à ce moment-là.
À la suite de la guerre sino-indienne de 1962, les autorités indiennes, comprenant que les réfugiés tibétains ne pourront rentrer rapidement, sollicitent pour la première fois une aide internationale pour les réfugiés, et le HCR commence à secourir les réfugiés en 1964 en Inde, n'établissant officiellement sa présence qu'en 1969 à New Delhi,.
Selon Ramesh Chandra Dhussa, de jure, les Tibétains réfugiés en Inde sont apatrides. Ils doivent faire la demande, auprès des autorités indiennes, d'un certificat d'enregistrement (registration certificate ou RC), renouvelable annuellement ou bi-annuellement selon l'État indien où ils se trouvent, qui leur donne droit à un permis de séjour. Cependant, les nouveaux immigrants désormais ne reçoivent plus de permis de séjour.
Selon Joseph Mallika, de l'Institute of Peace and Conflict Studies, le gouvernement chinois considère les émigrants tibétains en Inde non pas comme des réfugiés mais comme des citoyens chinois.

## Sociologie de la diaspora
Selon Philippe Paquet, les deux tiers des « nouveaux exilés ont moins de 25 ans ». Il y a, parmi eux, chaque année plusieurs centaines d'enfants, confiés « à des passeurs quand les parents ne les amènent pas eux-mêmes au Népal ou en Inde ». Les parents souhaitent que leurs enfants « grandissent dans une société plus libre », « reçoivent une éducation authentiquement tibétaine » ou aient « une existence qu'on espère plus confortable à l'étranger ». Les parents restés en Chine n'ont plus de relations avec leurs enfants exilés afin d'« éviter les représailles ». Ces enfants sont alors placés dans des institutions pour les orphelins. Le plus souvent des mères de substitution (« home mothers ») s'occupent des plus jeunes.
Selon Ramesh Chandra Dhussa, les Tibétains récemment arrivés en Inde s'installent à Dharamsala, où réside le dalaï-lama ; très peu vont dans les communautés principalement agricoles des autres États indiens car il n'y a plus de terres agricoles à leur allouer. Les Tibétains vivant à Dharamsala et dans d'autres villes sont tributaires de l'aide financière du gouvernement tibétain en exil. Beaucoup vivent de petits boulots ou travaillent dans des restaurants, des gîtes, entre autres activités tertiaires.
Selon l'ethnoscénologue Nathalie Gauthard, maître de conférences à l’université Nice-Sophia-Antipolis (2009), « la plupart des réfugiés tibétains de ces dernières années sont des nonnes et des moines souhaitant suivre une formation religieuse complète dans les monastères en exil où la tradition a été préservée ». Pour Philippe Paquet, aujourd'hui, près de la moitié des réfugiés tibétains sont des moines et des nonnes.

## Difficultés rencontrées
Le journaliste Mark Magnier cite Ngawang Thogmed, un fonctionnaire du gouvernement tibétain en exil, qui déclare que les difficultés le plus souvent mentionnées par les nouveaux exilés en Inde sont la barrière linguistique, la nourriture indienne qu’ils n’apprécient pas et le climat chaud de l’Inde pour lequel les vêtements tibétains ne sont pas faits. Un gérant de restaurant déclare qu'il craint la perte de la culture tibétaine en Inde, car la télévision indienne est en hindi ou en anglais. Mark Magnier cite une serveuse qui souhaite rentrer en Chine, où dit-elle, les revenus sont plus élevés et où il est plus facile de monter une entreprise, mais elle est coincée en Inde. (Selon Lisa Carducci, les Tibétains de citoyenneté chinoise ayant quitté leur pays sans passeport ne peuvent de ce fait y retourner).

## Émigration vers d'autres pays
Selon François Danjou, de jeunes Tibétains de plus en plus nombreux, attirés par les modes de vie occidentaux, quittent Dharamsala pour changer complètement de vie. L'auteur écrit : « Si ce vivier en exil arrivait à se tarir, le foyer de la résistance tibétaine serait considérablement affaibli ».
Selon Tenzin Lekshay, coordinateur du India-Tibet Coordination Office, la menace persistante de marginalisation volontaire de l'identité et de la culture tibétaines en exil en raison des départs, est la source de préoccupations sérieuses : la plupart des centres de réfugiés sont gardés par des personnes âgées, les jeunes étant partis au loin. Certaines écoles des centres sont près de fermer par manque d'élèves, les diplômés se dispersent dans les grandes villes de l'Inde du fait de l'absence de débouchés dans la communauté.
Pour pallier ces difficultés, en 2009, sous la responsabilité des villages d'enfants tibétains, le Gouvernement tibétain en exil et Jetsun Pema ont fondé, à Bangalore (Inde), la première université tibétaine en exil sous le nom d'« Institut d'études supérieures du dalaï-lama ». Les objectifs de cette université sont d'enseigner la langue tibétaine et la culture tibétaine, mais aussi la science, les arts, le conseil et la technologie informatique aux étudiants tibétains en exil,,.

## Retours en Chine
Une publication chinoise en ligne (Comments on the Historical Status of Tibet, 1997) fait état de 10 000 réfugiés qui retournèrent en Chine dans les années 1960 et 1970 puis de 2 000 qui rentrèrent à partir de 1979. Elle cite aussi le retour de plusieurs personnages de premier plan.
Selon Wang Zai-Tian, un auteur chinois écrivant en 2004, un niveau de vie inférieur en Inde et l'expansion rapide de l'économie au Tibet ont amené de plus en plus de réfugiés à rentrer au pays, le Kashag en exil faisant toutefois tout son possible pour freiner la tendance.
La région autonome du Tibet doit créer, en septembre 2012, un bureau des affaires tibétaines à l'étranger, à l'instar de ce qui existe déjà pour d'autres provinces ou régions autonomes chinoises. Son objectif sera de communiquer avec les exilés tibétains et de les aider à rentrer au pays. Seront visés en particulier les jeunes Tibétains partis voir le dalaï-lama et qui n'ont pas l'argent nécessaire pour le retour ou qui ont peur de se faire arrêter.